# Estadio olímpico Atahualpa
El Estadio Olímpico Atahualpa es un escenario deportivo ubicado en la Avenida 6 de Diciembre y Naciones Unidas, en el sector de El Batán, al norte de la ciudad de Quito, a 2783 m s. n. m. Inaugurado oficialmente el 25 de noviembre de 1951, posee una capacidad actual de 35 258 espectadores, aunque inicialmente su aforo era de 45 000 personas, fue el escenario deportivo más grande del país, hasta la apertura del Estadio Monumental Isidro Romero Carbo de Guayaquil en 1987; actualmente es el quinto estadio más grande del país y el segundo de la urbe, además de la cancha de fútbol, posee una pista atlética e instalaciones para otras disciplinas deportivas. Es administrado por la Concentración Deportiva de Pichincha, gracias a la concesión del escenario por parte del Municipio de Quito. 
Además de ser utilizado para la práctica del fútbol, sirve también para competencias de atletismo nacionales e internacionales, e incluso para la realización de grandes espectáculos artísticos. Aquí juega de local la Selección Ecuatoriana de Fútbol femenino, así como varios clubes: El Nacional, Universidad Católica y Vinotinto Ecuador de la Serie A, Atlético Vinotinto de la Serie B, América de Quito y Deportivo Quito de la Segunda Categoría. Desde 1985 hasta el 2017, fue la sede local de la selección ecuatoriana de Fútbol masculino. Fue en este escenario, que el combinado nacional logró la clasificación a su primera Copa Mundial, tras empatar 1-1 frente a Uruguay.

## Historia
La Municipalidad de Quito fue la gestora del proyecto para la construcción del estadio, la obra estuvo a cargo de la empresa "Menatlas Quito", con apoyo de empleados del municipio de la ciudad y del segundo jefe de construcción que fue José Ricardo Meza. Esta empresa inició los trabajos de construcción en mayo de 1948. Este sería el segundo estadio construido en la ciudad, ya que en ese entonces existía el Estadio El Ejido. En la obra estuvieron 300 trabajadores, se utilizaron 70.000 quintales de cemento y se desbancó 170.000 m² de tierra.
Luego de tres años de construcción, el 25 de noviembre de 1951. Fue inaugurado el "Estadio Olímpico Municipal de El Batán", nombre con el que antes se le conocía. Para celebrar la inauguración, se realizó un torneo cuadrangular amistoso en el cual participaron por Ecuador equipos como el desaparecido Club Sport Río Guayas de Guayaquil y la selección de Pichincha, por Colombia las escuadras de Cúcuta Deportivo y Boca Juniors de Cali. A este amistoso de inauguración asistieron; José Ricardo Chiriboga Villagómez, Alcalde de Quito (1949-1951), Benjamín Terán Varea, Presidente del Consejo Provincial de Pichincha (1951-1953), Guillermo Lasso Pastor más conocido amistosamente como Lolo Lasso, Presidente de la Concentración Deportiva de Pichincha y Galo Plaza Lasso, Presidente del Ecuador (1948-1952). Durante el día inaugural cayó una fuerte lluvia sobre la ciudad de Quito lo que impidió que se termine de jugar el encuentro que empataban a 2 goles la selección de Pichincha y el Boca Juniors de Cali de Colombia, al final el partido fue suspendido a los 70 minutos de juego. El campeón de este cuadrangular fue el Cúcuta Deportivo de Colombia.
En 1963 pasó a llamarse "Estadio Olímpico Atahualpa". Desde su inauguración, el estadio había dejado de llamarse por su nombre original quedando únicamente como "Estadio Olímpico", nombre que, para muchos, no significaba nada en el contexto de la capital del Ecuador. La Concentración Deportiva de Pichincha, en su calidad de concesionaria de uso y administración del estadio, solicitó a personalidades del deporte de la capital sugerencias para complementar el denominativo del estadio. Se presentaron propuestas con nombres ligados a deportistas del pasado sin que existiera un consenso verdadero por alguno de aquellos. Quedaba solamente una propuesta, formulada por don Alfredo Pachel Rivera, quien señalaba que debía optarse, más bien, por una figura histórica de corte criollo que pudiese perennizarse junto a tan importante escenario deportivo: "Atahualpa". Sin oposición alguna, la Concentración Deportiva de Pichincha decidió denominarlo "Estadio Olímpico Atahualpa". El 4 de diciembre de 1969 se encendieron por vez primera vez las cuatro torres de iluminación, mientras se disputaba el partido entre Liga de Quito y Alajuelense de Costa Rica. Tres días más tarde el 7 de diciembre de ese mismo año Liga de Quito se coronó campeón nacional tras derrotar al Everest por 3 a 1 en este estadio.
En la década de los setenta, se crea la necesidad de ampliar las instalaciones de este escenario deportivo, aspiración que se cumple en 1977, año en el que se amplia la estructura del estadio hacia el costado oriental. En 1985 se instaló un marcador electrónico de fabricación húngara. Electroimpex fue la encargada de colocar el marcador electrónico que según las especificaciones técnicas del estadio, fue considerado como el mejor escenario deportivo del país y como uno de los mejores del continente. En 1989 se reemplazan las luminarias originales por unas más potentes, que son las que se utilizan actualmente en el estadio.
En 1993 el estadio cerró seis meses para adecuaciones necesarias para la realización de la Copa América 1993. Se remodeló el área de prensa, ya en el año 2001 para conmemorar el cincuentenario de la edificación, por primera vez; se instaló una pista atlética sintética de fabricación italiana. Según el informe de los técnicos italianos de la empresa Mondo encargada de la construcción de la pista, el escenario por sus especificaciones fue calificado como uno de los mejores del país por la Asociación Internacional de Federaciones de Atletismo (IAAF), con una de las mejores pistas con las que cuenta actualmente el Ecuador. En 2005, la Concentración Deportiva de Pichincha, remodeló la zona de palcos y tribunas, se colocaron 7.800 modernas butacas de color amarillo, azul y rojo, reduciendo la capacidad del escenario de 45.000 a 35.742 espectadores; se habilitaron además, nuevas baterías sanitarias.

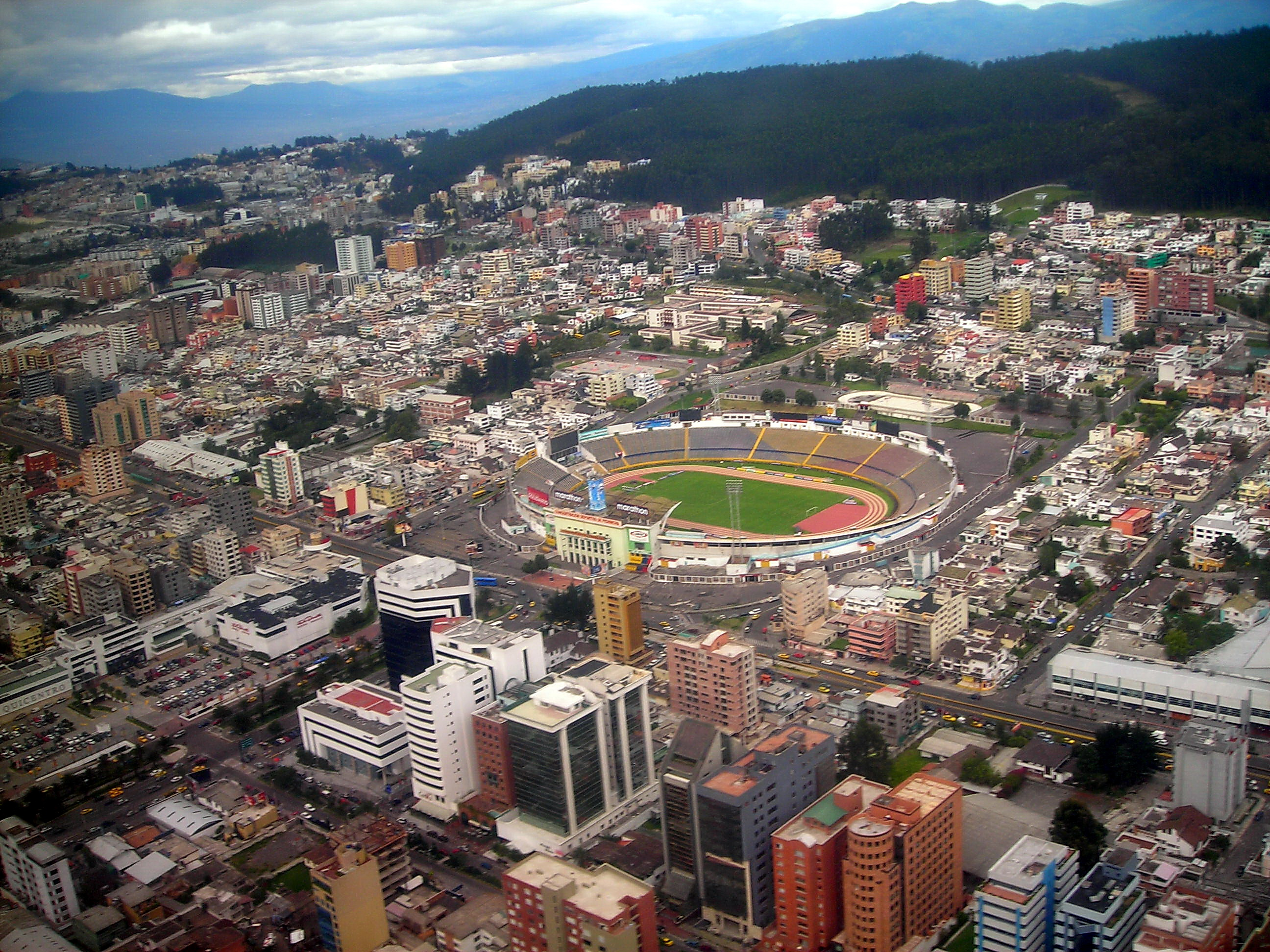
Vista aérea del estadio, antes de aterrizar en el antiguo aeropuerto de Quito (2007).

Grandes ídolos del fútbol como Pelé, Maradona y otros jugaron en este estadio. En este estadio jugó de local la selección Ecuatoriana de Fútbol; este escenario deportivo ha sido testigo de grandes triunfos de la Selección como la inédita clasificación al Mundial en el año 2001. El Atahualpa ha sido testigo de Campeonatos Nacionales de la Serie A del Fútbol Nacional Ecuatoriano, Campeonatos Nacionales de la Serie B del Fútbol Nacional Ecuatoriano, Campeonatos Nacionales de la Segunda Categoría del Fútbol Nacional Ecuatoriano, Campeonatos Provinciales de la Segunda Categoría de Pichincha, Copa Pichincha del Fútbol Amateur, Torneo Provincial de Ascenso de AFNA y Copa Ecuador, además de varios partidos de Copa Libertadores, Copa Sudamericana, de partidos amistosos, de despedidas y de homenajes a jugadores. Grandes selecciones y clubes han pisado el gramado de su cancha.

## Instalaciones
El estadio tiene 15 puertas, donde en caso de estar lleno se lo puede evacuar en el lapso de 10 minutos; tiene una fosa de 2 m de ancho por 2 de profundidad. Cuenta con un marcador electrónico monocolor ubicado en el sector norte. El marcador, fabricado por la empresa húngara Elektroimpex en 1985, mide 10 m de alto por 30 m de ancho.
Fue construido con una capacidad original de 45.000 espectadores en 1951, en esa época fue llamado "elefante blanco" porque se pensó que nunca podría llenarse. Se estima que su máxima capacidad se obtuvo durante la visita del Papa Juan Pablo II en 1985, con más de cuarenta mil personas, aunque no se pudo contabilizar exactamente ya que la asistencia era libre, sin control alguno. Su aforo está repartido en 6 localidades: General Nor Occidental, General Nor Oriental, General Sur, Preferencia, Tribuna y Palcos. 
Dentro del estadio se encuentra la pista atlética para la práctica de atletismo, la pista deportiva tiene un área de 35.000 metros cuadrados. Bajo sus graderíos también están los gimnasios de esgrima, boxeo, kickboxing, bolos y wushu.
En la actualidad, y desde hace varias décadas, el recinto es arrendado por el club El Nacional, Universidad Católica, Vinotinto Ecuador, Atlético Vinotinto, Cumbayá Fútbol Club, América de Quito, Deportivo Quito y Espoli para jugar sus partidos de local. Hasta la década de 1990 sirvió de sede para los partidos de local de los clubes Liga de Quito y Aucas, hasta que ambos construyeron sus respectivos estadios en 1994 y en 1997. Del mismo modo es periódicamente utilizado por el club Aucas en sus duelos de alta convocatoria. Asimismo, este local deportivo es así como es escenario para varios eventos de tipo cultural, especialmente conciertos musicales (que también se realizan en el Coliseo General Rumiñahui y en la Plaza de Toros Quito).

## Eventos Deportivos
El 1 de julio de 1973 el Estadio Olímpico Atahualpa fue por primera vez la actual sede de un partido de eliminatorias mundialistas. En aquella ocasión se enfrentaron Ecuador y Uruguay en un encuentro que era clasificatorio para el mundial de Alemania 1974, en el cual la tricolor cayó 2 - 1 ante los charrúas. Cuatro años después también se disputó en este escenario deportivo para un partido de eliminatorias mundialistas, el 20 de febrero de 1977, cuando se enfrentaron Ecuador y Perú en un encuentro en que la tricolor empató 1 - 1 ante la blanquirroja por las eliminatorias para el mundial de Argentina 1978. Ocho años más tarde, el 3 de marzo de 1985, se enfrentaron Ecuador y Chile en un encuentro en que la tricolor empató 1 - 1 ante la roja por las eliminatorias para el mundial de México 1986. Pocos días después el 31 de marzo de ese mismo año en este estadio se enfrentaron Ecuador y Uruguay en la cual los charrúas derrotarían por 2-0 de visita a la tricolor, correspondiente a las eliminatorias para el mundial de México 1986, desde las eliminatorias de Francia 1998 y es a partir de ese entonces, el Olímpico Atahualpa ha sido la sede de la Selección Nacional. Además fue una de las sedes de las Copas Américas de los años 1975, 1979 y 1983.

### Partidos de la Copa América Ecuador 1993
En 1993 fue una de las sedes de la Copa América celebrada en Ecuador. Con la presencia de las principales autoridades del Ecuador, la Federación Ecuatoriana de Fútbol, la entonces Dirección Nacional de Deportes, Educación Física y Recreación (DINADER), hoy Ministerio del Deporte) y la Confederación Sudamericana de Fútbol aquí se jugó el primer partido, el 15 de junio de 1993, entre la selección anfitriona y la de Venezuela, ganó el anfitrión con el abultado resultado de 6 - 1; los goles de la tricolor fueron conseguidos por Carlos Muñoz Martínez a los 19 minutos del primer tiempo, Raúl Noriega a los 32 minutos del mismo, el machaleño Ángel Fernández (en 2 oportunidades) a los 57 y 81 minutos del segundo tiempo, el esmeraldeño Eduardo Hurtado a los 65 minutos del mismo, y el ibarreño Álex Aguinaga a los 84 minutos del mismo. Cuatro días después, el 19 de junio de ese mismo año la Selección de Ecuador se enfrentó a Estados Unidos con el resultado en que la tricolor venció 2 - 0, con goles conseguidos por Raúl Avilés a los 11 minutos del primer tiempo y el esmeraldeño Eduardo Hurtado a los 35 minutos del mismo. Tres días después, el 22 de junio de ese mismo año la Selección de Ecuador se enfrentó a Uruguay, la tricolor ganó el anfitrión con el resultado en que la tricolor ganó y venció pues el marcador 2 - 1 ante la celeste y los charrúas, y anotando los goles de la tricolor fueron conseguidos por Raúl Avilés contribuye un triunfo milagroso a los 28 minutos del primer tiempo y el ibarreño Álex Aguinaga a los 87 minutos del segundo tiempo. De esta manera Ecuador clasificó a los cuartos de final de la Copa América Ecuador 1993. Pocos días después el 26 de junio de ese mismo año la Selección de Ecuador se enfrentó a Paraguay, cuyo resultado final seria a favor de la tricolor vencería  por marcador de 3 - 0 ante la albirroja, donde anotaron los goles de la tricolor fueron conseguidos por el esmeraldeño Eduardo Hurtado a los 33 minutos del primer tiempo, José Luis Chilavert (autogol paraguayo) a los 43 minutos del mismo y Raúl Avilés a los 81 minutos del segundo tiempo. Con estos resultados Ecuador clasificó así a la semifinal de ese mismo torneo. Cuatro días después, el 30 de junio de ese mismo año la Selección de Ecuador se enfrentó a México donde el local cayó 2 - 0 . Ecuador terminaría quedando cuarto, su mejor puesto en una Copa América hasta el presente.
| 15 de junio de 1993 | Ecuador                                                              | 6:1 (2:0) | Venezuela    |                                                                            |                                                                            |
|                     | Muñoz 19' Noriega 32' Fernández 57', 81' E. Hurtado 65' Aguinaga 84' |           | Dolgetta 79' | Asistencia: 45.000 espectadores Árbitro(s): Francisco Lamolina (Argentina) | Asistencia: 45.000 espectadores Árbitro(s): Francisco Lamolina (Argentina) |

| 22 de junio de 1993 | Ecuador                   | 2:0 (2:0) | Estados Unidos |                                                                   |                                                                   |
|                     | Avilés 11' E. Hurtado 35' |           |                | Asistencia: 45.000 espectadores Árbitro(s): Iván Guerrero (Chile) | Asistencia: 45.000 espectadores Árbitro(s): Iván Guerrero (Chile) |

| 22 de junio de 1993 | Venezuela                       | 3:3 (0:2) | Estados Unidos                      |                                                                   |                                                                   |
|                     | Dolgetta 68', 80' Echenausi 89' |           | Henderson 20' Lalas 37' Kinnear 51' | Asistencia: 45.000 espectadores Árbitro(s): Alberto Tejada (Perú) | Asistencia: 45.000 espectadores Árbitro(s): Alberto Tejada (Perú) |

| 22 de junio de 1993 | Ecuador                 | 2:1 (1:0) | Uruguay      |                                                                            |                                                                            |
|                     | Avilés 28' Aguinaga 87' |           | Kanapkis 64' | Asistencia: 45.000 espectadores Árbitro(s): Francisco Lamolina (Argentina) | Asistencia: 45.000 espectadores Árbitro(s): Francisco Lamolina (Argentina) |

| 26 de junio de 1993 | Ecuador                                        | 3:0 (2:0) | Paraguay |                                                                     |                                                                     |
|                     | E. Hurtado 33' Chilavert 43' (a.g.) Avilés 81' |           |          | Asistencia: 45.000 espectadores Árbitro(s): Marcio Rezende (Brasil) | Asistencia: 45.000 espectadores Árbitro(s): Marcio Rezende (Brasil) |

| 27 de junio de 1993 | México                                        | 4:2 (3:0) | Perú                          |                                                                   |                                                                   |
|                     | García Aspe 22' (p), 44' Zague 43' Patiño 49' |           | Del Solar 55' (p) Reynoso 82' | Asistencia: 35.000 espectadores Árbitro(s): Iván Guerrero (Chile) | Asistencia: 35.000 espectadores Árbitro(s): Iván Guerrero (Chile) |

| 30 de junio de 1993 | México                     | 2:0 (1:0) | Ecuador |                                                                   |                                                                   |
|                     | Sánchez 23' R. Ramírez 54' |           |         | Asistencia: 45.000 espectadores Árbitro(s): Iván Guerrero (Chile) | Asistencia: 45.000 espectadores Árbitro(s): Iván Guerrero (Chile) |

### Partidos del Mundial Sub-17 Ecuador 1995
En 1995 el Atahualpa fue una de las sedes del Campeonato Mundial Sub-17 celebrado en Ecuador. Con la presencia de las principales autoridades del Ecuador, la Federación Ecuatoriana de Fútbol, la entonces Dirección Nacional de Deportes, Educación Física y Recreación (DINADER), hoy Ministerio del Deporte) y la Federación Internacional de Fútbol Asociado, aquí se jugó el primer partido el 3 de agosto de 1995, entre los jóvenes del Sub-17 de la selección anfitriona y los jóvenes del Sub-17 de Estados Unidos como dos años atrás, la tricolor siendo el anfitrión del torneo ganaría por marcador de 2 - 0; los goles de la tricolor Sub-17 fueron conseguidos por el portovejense Luis Moreira a los 31 minutos del primer tiempo y el esmeraldeño Exon Corozo a los 83 minutos del segundo tiempo. Dos días después, el 5 de agosto de ese mismo año, el cuadro de Ecuador jugaría en la 2ª fecha ante Ghana en la cual el cuadro anfitrión tendría una estrepitosa derrota de 2-1. Anotó el gol del empate de la tricolor Sub-17 fue conseguido por el esmeraldeño Félix Angulo a los 32 minutos del primer tiempo. Tres días después, el 8 de agosto de ese mismo año, en la última fecha Ecuador jugaría por la clasificación ante su par de Japón en la cual al final seria de resultado de 0-0 haciendo que el cuadro anfitrión se clasificara sobre el conjunto de los samurái azules y los nipones. De esta manera Ecuador clasificó a los cuartos de final de este torneo.
| 3 de agosto de 1995 | Ecuador                | 2:0 (1:0) | Estados Unidos |                                                                      |                                                                      |
|                     | Moreira 31' Corozo 83' |           |                | Asistencia: 28.000 espectadores Árbitro(s): Fritz Stuchlik (Austria) | Asistencia: 28.000 espectadores Árbitro(s): Fritz Stuchlik (Austria) |

| 3 de agosto de 1995 | Ghana      | 1:0 (1:0) | Japón |                                                                               |                                                                               |
|                     | Kamara 32' |           |       | Asistencia: 28.000 espectadores Árbitro(s): Leslie Irvine (Irlanda del Norte) | Asistencia: 28.000 espectadores Árbitro(s): Leslie Irvine (Irlanda del Norte) |

| 5 de agosto de 1995 | Ecuador    | 1:2 (1:1) | Ghana             |                                                                         |                                                                         |
|                     | Angulo 32' |           | Sule 6' Gambo 68' | Asistencia: 18.000 espectadores Árbitro(s): José Luis Da Rosa (Uruguay) | Asistencia: 18.000 espectadores Árbitro(s): José Luis Da Rosa (Uruguay) |

| 5 de agosto de 1995 | Estados Unidos | 1:2 (0:0) | Japón                     |                                                                      |                                                                      |
|                     | Redmond 60'    |           | Yamazaki 49' Takahara 86' | Asistencia: 12.000 espectadores Árbitro(s): Fritz Stuchlik (Austria) | Asistencia: 12.000 espectadores Árbitro(s): Fritz Stuchlik (Austria) |

| 8 de agosto de 1995 | Ecuador | 0:0 (0:0) | Japón |                                                                      |  |
|                     |         |           |       | Asistencia: 34.000 espectadores Árbitro(s): Said Belqola (Marruecos) |  |

| 8 de agosto de 1995 | Estados Unidos | 0:2 (0:1) | Ghana                 |                                                                               |                                                                               |
|                     |                |           | Iddrisu 35' Akwei 65' | Asistencia: 16.000 espectadores Árbitro(s): Leslie Irvine (Irlanda del Norte) | Asistencia: 16.000 espectadores Árbitro(s): Leslie Irvine (Irlanda del Norte) |

| 12 de agosto de 1995 | Ghana                      | 2:0 (1:0) | Portugal |                                                                        |                                                                        |
|                      | Bentil 12' Amaniampong 87' |           |          | Asistencia: 2.000 espectadores Árbitro(s): Epifano González (Paraguay) | Asistencia: 2.000 espectadores Árbitro(s): Epifano González (Paraguay) |

### Eliminatorias

vista panoramica del estadio.

Entre 1996 y 1997 fue sede de 6 de los 8 partidos de eliminatorias para el mundial de Francia 1998. El 2 de junio de 1996 la Selección de Ecuador se enfrentaba a Argentina en un sensacional primer encuentro oficial en disputar en este estadio, con un sensacional impresionante lleno total en los graderíos, tribunas, generales, preferencias y palcos estaban prácticamente lleno total, que acogía un maravilloso sensacional momento histórico al ser el primer triunfo oficial de Ecuador en disputar en este estadio sobre Argentina por las eliminatorias sudamericanas contribuía un triunfo histórico sensacional, con el resultado sensacional en que la tricolor ganaba de local que se impuso 2 - 0 ante la albiceleste y los gauchos. Anotaban los goles de la tricolor conseguidos por los esmeraldeños Alberto Montaño a los 51 minutos del segundo tiempo y Eduardo Hurtado al finalizar de los 90 minutos del mismo. Sin embargo, la sensacional dupla esmeraldeña Montaño y Hurtado había logrado sensacionalmente por eliminatorias sudamericanas que la sensacional dupla tricolor Montaño - Hurtado que se enfrentaba sensacionalmente y se constituía así frente a frente en un duelo sensacional. Ecuador dictó cátedra de buen fútbol sensacional en el estadio de Quito y puntero y líder absoluto de las eliminatorias sudamericanas quedó primer puesto y estaba a punto de clasificar a un mundial por primera vez. Tres meses después, el 1 de septiembre de 1996 tras un día de la lluvia y granizada con lluvia y granizo que pegamos con susto en la tarde del día de ayer cubierto en la pista atlética de este estadio hay una rotación militar que estaba ayundando a despejar de alguna manera y esto seguramente con un par de horas de este sol que está cayendo quedaba totalmente y completamente derretido luego de dos victorias de la tricolor contra Perú en Guayaquil y otra contra Argentina en Quito, luego de una tropezante derrota y aparatosa caída de la tricolor contra Chile en Santiago de Chile y la tricolor acumuló 2 victorias y 1 derrota, la Selección de Ecuador volviera a enfrentar en este estadio y se enfrentaba a Venezuela como tres años atrás en una sensacional revancha popular del sensacional primer encuentro milagroso oficial disputado y celebrado ruidosamente en este estadio, con un sensacional impresionante lleno total en los graderíos, tribunas, generales, preferencias y palcos estaban prácticamente lleno total con la presencia de las principales autoridades del nuevo gobierno del país presididos por Abdalá Bucaram presidente del Ecuador en ese entonces, Rosalía Arteaga vicepresidenta de ese mismo país en ese entonces, Sixto Durán Ballén expresidente del Ecuador y más invitados especiales tales como: Irene Sáez (ex-Miss Universo 1981), Bárbara Palacios (ex-Miss Universo 1986), Alicia Machado (Miss Universo 1996 y Miss Venezuela 1995) y Jacqueline Aguilera (Miss Mundo 1995 y Miss Mundo Venezuela 1995) y las 28 candidatas a Miss Venezuela 1996 que visitaba al país 5 días antes de viajar a Venezuela desde el 2 hasta el 6 de septiembre de 1996 en el país llanero, caribeño y latino del norte de Sudamérica y país latino de Latinoamérica (excepto Argentina, Uruguay, Paraguay y Viejo San Juan de Puerto Rico igual que Argentina), que acogía un maravilloso sensacional momento histórico al ser el primer y único regreso del triunfo oficial de Ecuador en disputar en este estadio sobre Venezuela por las eliminatorias sudamericanas contribuía un triunfo milagroso sensacional, con el resultado milagroso sensacional en que la tricolor volvía a ganar milagrosamente y ganaba de local que se impuso 1 - 0 ante La Vinotinto y los llaneros como tres años atrás, Pero se dio el lujo de la revancha la tricolor se dio la revancha, vuelve a ganar y vuelve a vencer en las eliminatorias sudamericanas. Anotaba el tempranero gol de la tricolor en sensacional epopéyica actuación fue conseguido por el ibarreño Álex Aguinaga a los 5 minutos del primer tiempo como dos meses atrás tal como el 6 de julio de ese mismo año Aguinaga había logrado por eliminatorias sudamericanas que hacía anotaba el gol de tijeras y media chilena contribuye un triunfo caído y tropiezo que se recuerde ante Chile a los 73 minutos del segundo tiempo con el resultado en que la tricolor cayó estrepitosamente pues el marcador 4 - 1 a favor de la roja y los araucanos al finalizar el partido en el Estadio Nacional Julio Martínez Prádanos en Santiago de Chile. Ecuador quedó segundo puesto en las eliminatorias sudamericanas Por detrás de Colombia que es puntero y líder absoluto de las eliminatorias sudamericanas durante el partido Ecuador vs. Venezuela el público mostró su enojo, furia, depresión e insulto con la tricolor y despidió a los jugadores con abucheos, silbidos y pifias con pifia monumental y tremenda pifia por otro lado Maturana resaltaba la victoria el partido se detuvo y fue suspendido a 1 minuto 20 segundos por incidentes y por el contrario. Un mes después, el 10 de octubre de ese mismo año luego de tres victorias de la tricolor contra Perú en Guayaquil y otra contra Argentina y Venezuela en Quito, la tricolor acumuló 3 victorias y 1 derrota, la Selección de Ecuador se enfrentaba a Colombia en un primer encuentro de la derrota oficial en disputar en este estadio, con un sensacional impresionante lleno total en los graderíos, tribunas, generales, preferencias y palcos estaban prácticamente lleno total, que acogía un maravilloso sensacional momento histórico al ser la primera derrota oficial de Ecuador en disputar en este estadio sobre Colombia por las eliminatorias sudamericanas contribuyó un tropiezo histórico, con el resultado en que la tricolor cayó estrepitosamente y perdió de local 1 - 0 a favor de los cafeteros. Anotaba el gol de visita conseguido por Faustino Asprilla a los 72 minutos del segundo tiempo. Sin embargo, se dio el lujo de la revancha como efímera la tricolor se dio la revancha como efímera, volvió a perder y volvió a caer en las eliminatorias sudamericanas. Cuatro meses después, el 12 de febrero de 1997 luego de tres victorias de la tricolor contra Perú en Guayaquil y otra contra Argentina y Venezuela en Quito, luego de cuatro derrotas de la tricolor contra Chile en Santiago de Chile, otra contra Colombia en Quito, otra contra Paraguay en Asunción y otra contra Bolivia en La Paz y la tricolor acumuló 3 victorias y 4 derrotas, la Selección de Ecuador volviera a enfrentar en este estadio y se enfrentaba a Uruguay como cuatro años atrás en una sensacional revancha popular del sensacional primer encuentro de la goleada oficial en disputar en este estadio, con un sensacional impresionante lleno total en los graderíos, tribunas, generales, preferencias y palcos estaban prácticamente lleno total, que acogía un maravilloso sensacional momento histórico al ser la primera goleada oficial de Ecuador en disputar en este estadio sobre Uruguay por las eliminatorias sudamericanas contribuía un triunfo de goleada histórica sensacional, con el resultado sensacional en que la tricolor volvía a ganar milagrosamente, ganaba de local la goleada que se impuso 4 - 0 ante la celeste y los charrúas como cuatro años atrás. Anotaban los goles de la tricolor conseguidos por el ibarreño Álex Aguinaga a los 6 minutos del primer tiempo como cinco meses atrás tal como el 1 de septiembre de 1996 Aguinaga había logrado por eliminatorias sudamericanas que hacía anotaba el gol que contribuye un triunfo milagroso que se recuerde ante Venezuela a los 5 minutos del primer tiempo con el resultado en que la tricolor volvía a ganar milagrosamente y ganaba de local pues el marcador 1 - 0 ante La Vinotinto y los llaneros en su estadio en Quito y los imbabureños y vallechoteños Agustín Delgado (en 2 ocasiones) a los 68 y 76 minutos del segundo tiempo y Cléber Chalá a los 87 minutos del mismo.
Cuatro meses después, el 8 de junio de ese mismo año luego de cuatro victorias de la tricolor contra Perú en Guayaquil y otra contra Argentina, Venezuela y Uruguay en Quito, luego de un empate de la tricolor contra Perú en Lima como un año atrás, luego de cinco derrotas de la tricolor contra Chile en Santiago de Chile, otra contra Colombia en Quito, otra contra Paraguay en Asunción, otra contra Bolivia en La Paz y otra contra Argentina en Buenos Aires Aguinaga había logrado por eliminatorias sudamericanas que hacía anotaba el gol de palomitas contribuye un triunfo caído y tropiezo que se recuerde ante Argentina a los 73 minutos del segundo tiempo con el resultado en que la tricolor cayó estrepitosamente pues el marcador 2 - 1 a favor de la albiceleste y los gauchos en el Estadio Monumental de River Plate en Buenos Aires como un año atrás y la tricolor acumuló 4 victorias, 1 empate y 5 derrotas, la Selección de Ecuador volviera a enfrentar en este estadio y se enfrentaba a Chile para la bestia negra de la selección nacional como un año atrás en una sensacional revancha popular del sensacional primer encuentro del empate oficial en disputar en este estadio, con un sensacional impresionante lleno total en los graderíos, tribunas, generales, preferencias y palcos estaban prácticamente lleno total, que acogía un maravilloso sensacional momento histórico al ser el primer empate oficial de Ecuador en disputar en este estadio sobre Chile por las eliminatorias sudamericanas contribuía un triunfo de empate histórico sensacional, con el resultado sensacional en que la tricolor volvía a ganar milagrosamente, ganaba de local que se impuso 1 - 1 ante la roja y los araucanos como un año atrás. Anotaba el gol de la tricolor fue conseguido por el argentino naturalizado ecuatoriano Ariel Graziani a los 43 minutos del primer tiempo como un año atrás. Dos meses después, el 20 de agosto de 1997 luego de cuatro victorias de la tricolor contra Perú en Guayaquil y otra contra Argentina, Venezuela y Uruguay en Quito, luego de tres empates de la tricolor contra Perú en Lima como un año atrás, otra contra Chile en Quito como un año atrás y otra contra Venezuela en Maracaibo como un año atrás, luego de seis derrotas de la tricolor contra Chile en Santiago de Chile, otra contra Colombia en Quito, otra contra Paraguay en Asunción, otra contra Bolivia en La Paz, otra contra Argentina en Buenos Aires como un año atrás y otra contra Colombia en Barranquilla como un año atrás y la tricolor acumuló 4 victorias, 3 empates y 6 derrotas, la Selección de Ecuador volviera a enfrentar en este estadio y se enfrentaba a Paraguay como cuatro años atrás en una sensacional revancha popular del sensacional primer encuentro milagroso oficial disputado y celebrado ruidosamente en este estadio, con un sensacional impresionante lleno total en los graderíos, tribunas, generales, preferencias y palcos estaban prácticamente lleno total, que acogía un maravilloso sensacional momento histórico al ser el primer y único regreso de la victoria y segundo regreso del triunfo oficial de Ecuador en disputar en este estadio sobre Paraguay por las eliminatorias sudamericanas contribuía una victoria milagrosa y triunfo milagroso sensacional, con el resultado milagroso sensacional en que la tricolor volvía a ganar milagrosamente y ganaba de local que se impuso 2 - 1 ante la albirroja y los guaraníes como cuatro años atrás. Anotaban los goles de la tricolor conseguidos por el ibarreño Álex Aguinaga a los 53 minutos del segundo tiempo como seis meses atrás tal como el 12 de febrero de 1997 Aguinaga había logrado por eliminatorias sudamericanas que hacía anotaba el gol que contribuye un triunfo milagroso que se recuerde ante Uruguay a los 6 minutos del primer tiempo con el resultado en que la tricolor goleaba y ganaba de local pues el marcador 4 - 0 ante la celeste y los charrúas en su estadio en Quito y el argentino naturalizado ecuatoriano Ariel Graziani a los 72 minutos del mismo. En esta plantilla del equipo de Maturana figuraban jugadores como: Carlos Luis Morales, Iván Hurtado, Wagner Rivera, Energio Díaz, Luis Capurro, Máximo Tenorio, Alberto Montaño, Héctor Carabalí, Gilson Da Souza, Álex Aguinaga, Eduardo Hurtado, José Gavica, Ángel Fernández, Alfonso Obregón, Wilson Carabalí, Jacinto Espinoza, Giovanni Ibarra, Álex Cevallos, Eduardo Smith, Jimmy Blandón, Simón Ruiz, Edmundo Méndez, Juan Carlos Burbano, Wellington Sánchez, Agustín Delgado, Cléber Chalá, Oswaldo De La Cruz, Edison Maldonado, Ariel Graziani y Marco Constante.
- - Torneo: Eliminatorias para Francia 1998

| 2 de junio de 1996 | Ecuador                    | 2:0 (0:0) | Argentina |                                                                            |                                                                            |
|                    | Montaño 51' E. Hurtado 90' |           |           | Asistencia: 41.500 espectadores Árbitro(s): Armando Pérez Hoyos (Colombia) | Asistencia: 41.500 espectadores Árbitro(s): Armando Pérez Hoyos (Colombia) |

| 1 de septiembre de 1996 | Ecuador     | 1:0 (1:0) | Venezuela |                                                                   |                                                                   |
|                         | Aguinaga 5' |           |           | Asistencia: 36.889 espectadores Árbitro(s): Carlos Robles (Chile) | Asistencia: 36.889 espectadores Árbitro(s): Carlos Robles (Chile) |

| 10 de octubre de 1996 | Ecuador | 0:1 (0:0) | Colombia     |                                                                          |                                                                          |
|                       |         |           | Asprilla 72' | Asistencia: 45.000 espectadores Árbitro(s): Horacio Elizondo (Argentina) | Asistencia: 45.000 espectadores Árbitro(s): Horacio Elizondo (Argentina) |

| 12 de febrero de 1997 | Ecuador                                | 4:0 (1:0) | Uruguay |                                                                          |                                                                          |
|                       | Aguinaga 6' Delgado 68', 76' Chalá 87' |           |         | Asistencia: 18.000 espectadores Árbitro(s): Javier Castrilli (Argentina) | Asistencia: 18.000 espectadores Árbitro(s): Javier Castrilli (Argentina) |

| 8 de junio de 1997 | Ecuador      | 1:1 (1:0) | Chile     |                                                                        |                                                                        |
|                    | Graziani 43' |           | Salas 53' | Asistencia: 42.225 espectadores Árbitro(s): Armando Archundia (México) | Asistencia: 42.225 espectadores Árbitro(s): Armando Archundia (México) |

| 20 de agosto de 1997 | Ecuador                   | 2:1 (0:1) | Paraguay |                                                                                   |                                                                                   |
|                      | Aguinaga 53' Graziani 72' |           | Báez 5'  | Asistencia: 41.000 espectadores Árbitro(s): Rodrigo Badilla Sequeira (Costa Rica) | Asistencia: 41.000 espectadores Árbitro(s): Rodrigo Badilla Sequeira (Costa Rica) |

Desde el 29 de marzo de 2000, cuando arrancó un nuevo proceso eliminatorio rumbo al mundial de Corea y Japón 2002, este estadio se considera conocido y denominado cariñosamente como La Casa de la Selección Ecuatoriana de Fútbol por ser nuevamente la actual sede de las eliminatorias mundialistas; se disputaron en este escenario 7 de sus 9 encuentros clasificatorios para el mundial mencionado. Dichas eliminatorias resultarían las más gloriosas y recordadas de la historia futbolística ecuatoriana, ya que se logró vencer por primera vez a la Selección de Brasil (1 - 0 con gol de Agustín Delgado), y también porque el 7 de noviembre de 2001 Ecuador consiguió la clasificación por primera vez a un mundial de fútbol al empatar 1 - 1 de local ante Uruguay anotó el gol de la tricolor conseguido por Iván Kaviedes. Cuatro años más tarde, en las siguientes eliminatorias para el mundial de Alemania 2006, la Selección del Ecuador disputó sus 9 encuentros como local en este estadio y terminó invicto. Gracias a su buena campaña obtuvo a conseguir una nueva clasificación a un mundial de fútbol el 8 de octubre de 2005, al empatar sin goles en su último partido eliminatorio en Quito ante Uruguay.
- - Torneo: Eliminatorias para Corea del Sur y Japón 2002

| 7 de noviembre de 2001, 16:00 (UTC-5) | Ecuador      | 1:1 (0:1) | Uruguay         |                                                                        |                                                                        |
|                                       | Kaviedes 72' |           | Olivera 43' (p) | Asistencia: 40.000 espectadores Árbitro(s): Felipe Ramos Rizo (México) | Asistencia: 40.000 espectadores Árbitro(s): Felipe Ramos Rizo (México) |

- - Torneo: Eliminatorias para Alemania 2006

| 8 de octubre de 2005, 19:10 (UTC-5) | Ecuador | 0:0 (0:0) | Uruguay |                                                                     |  |
|                                     |         |           |         | Asistencia: 37.270 espectadores Árbitro(s): Marcio Rezende (Brasil) |  |

### Partidos del Sudamericano Sub-17 Ecuador 2007
En 2007 con apariencia renovada, en este escenario deportivo allí se jugaron 3 partidos de la ronda final del Campeonato Sudamericano Sub-17 Ecuador 2007, disputándose allí partidos entre Ecuador (país anfitrión del torneo), Colombia, Argentina, Brasil, Perú y Venezuela.
| 25 de marzo de 2007 | Colombia                                                                | 5:0 (2:0) | Venezuela |                                                                  |                                                                  |
|                     | Santiago Tréllez 14' Cristian Nazarit 32', 58', 81' James Rodríguez 83' |           |           | Asistencia: 28.000 espectadores Árbitro(s): Jorge Osorio (Chile) | Asistencia: 28.000 espectadores Árbitro(s): Jorge Osorio (Chile) |

| 25 de marzo de 2007 | Brasil                                             | 5:2 (4:0) | Ecuador                             |                                                                        |                                                                        |
|                     | Lulinha 11' Bernardo 18' Fabio 24', 33' Maicon 57' |           | Ángel Marín 60' Bryan Rodríguez 79' | Asistencia: 28.000 espectadores Árbitro(s): Gabriel Favale (Argentina) | Asistencia: 28.000 espectadores Árbitro(s): Gabriel Favale (Argentina) |

| 25 de marzo de 2007 | Perú                      | 1:1 (1:1) | Argentina              |                                                                       |                                                                       |
|                     | Jairo Hernández 45'+2 (p) |           | Santiago Fernández 21' | Asistencia: 28.000 espectadores Árbitro(s): Óscar Maldonado (Bolivia) | Asistencia: 28.000 espectadores Árbitro(s): Óscar Maldonado (Bolivia) |

### Partidos del Sudamericano Sub-17 Ecuador 2011
También en este escenario deportivo allí se jugaron 6 partidos de la ronda final del Campeonato Sudamericano Sub-17 Ecuador 2011, disputándose allí partidos entre Ecuador (país anfitrión del torneo en el cual clasificó al Mundial Sub-17 México 2011), Colombia, Brasil, Argentina, Uruguay y Paraguay.
| 31 de marzo de 2011, 15:50 | Argentina   | 1:1 (0:0) | Uruguay            |                                                                  |                                                                  |
|                            | Andrada 70' |           | Padilla 76' (a.g.) | Asistencia: 28.000 espectadores Árbitro(s): Diego Lara (Ecuador) | Asistencia: 28.000 espectadores Árbitro(s): Diego Lara (Ecuador) |

| 31 de marzo de 2011, 18:00 | Ecuador                   | 2:2 (1:0) | Paraguay                   |                                                                       |                                                                       |
|                            | Batioja 27' · Uchuari 83' |           | Ovelar 77' · Caballero 85' | Asistencia: 28.000 espectadores Árbitro(s): Néstor Pitana (Argentina) | Asistencia: 28.000 espectadores Árbitro(s): Néstor Pitana (Argentina) |

| 31 de marzo de 2011, 20:10 | Brasil              | 1:0 (0:0) | Colombia |                                                                   |                                                                   |
|                            | Matheus Barbosa 65' |           |          | Asistencia: 28.000 espectadores Árbitro(s): José Jordan (Bolivia) | Asistencia: 28.000 espectadores Árbitro(s): José Jordan (Bolivia) |

| 6 de abril de 2011, 15:50 | Uruguay                           | 3:2 (2:1) | Colombia       |                                                                      |                                                                      |
|                           | Mascia 24' 36' (pen.) · Silva 82' |           | Garcés 38' 68' | Asistencia: 28.000 espectadores Árbitro(s): Mayker Gómez (Venezuela) | Asistencia: 28.000 espectadores Árbitro(s): Mayker Gómez (Venezuela) |

| 6 de abril de 2011, 18:00 | Argentina | 1:2 (0:0) | Ecuador                    |                                                                    |                                                                    |
|                           | Pugh 82'  |           | Cevallos 55' · Batioja 73' | Asistencia: 28.000 espectadores Árbitro(s): Patricio Polic (Chile) | Asistencia: 28.000 espectadores Árbitro(s): Patricio Polic (Chile) |

| 6 de abril de 2011, 20:10 | Brasil                                              | 3:1 (1:1) | Paraguay    |                                                                   |                                                                   |
|                           | Guilherme 15' · Claudio Wink 56' · Lucas Piazon 86' |           | Marecos 31' | Asistencia: 28.000 espectadores Árbitro(s): Henry Gambetta (Perú) | Asistencia: 28.000 espectadores Árbitro(s): Henry Gambetta (Perú) |

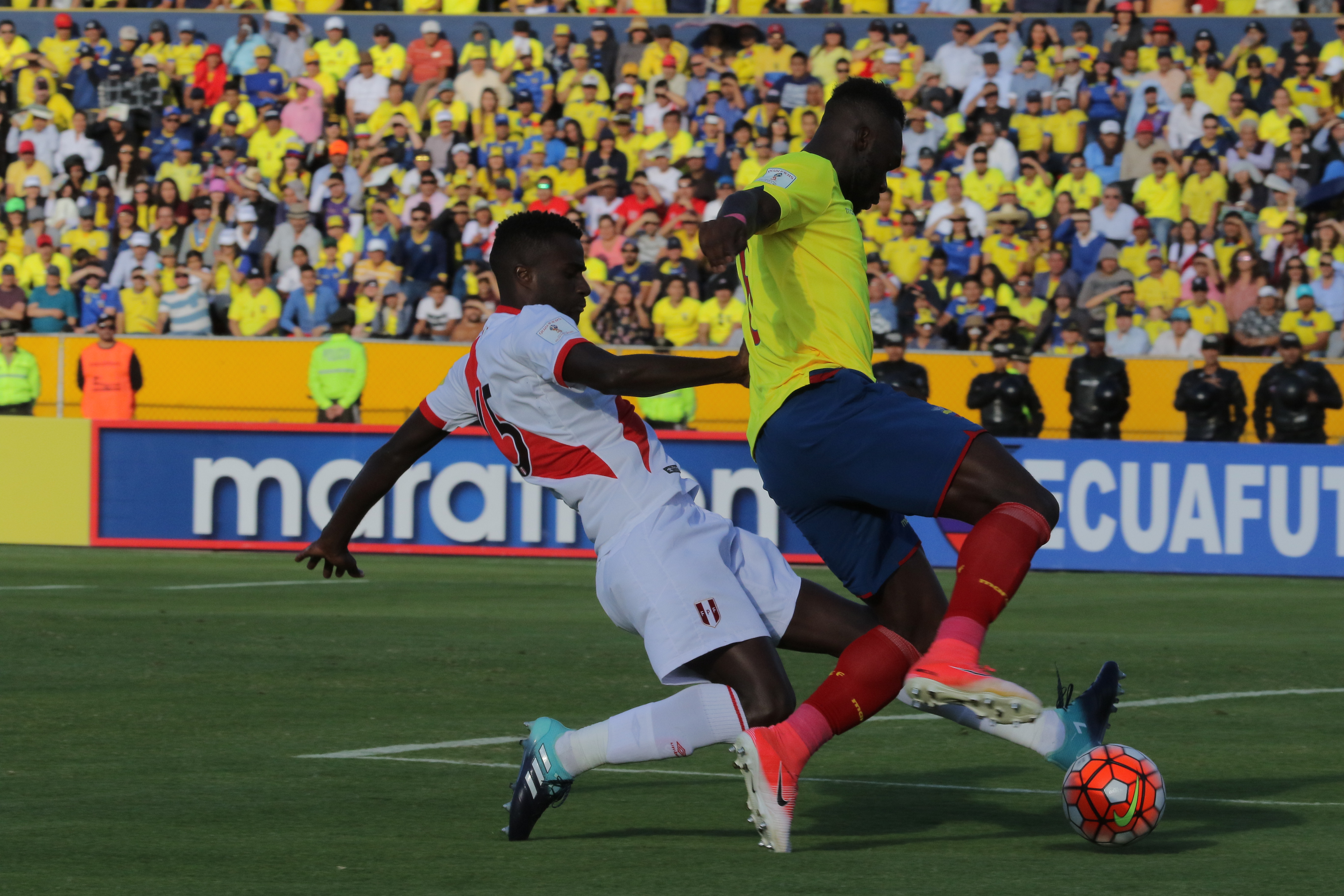
Selecciones de Ecuador y Perú enfrentados durante las últimas fechas de la Clasificación de Conmebol para la Copa Mundial de Fútbol de 2018.

El estadio también cumplió un gran papel en el fútbol local, ya que antes de la construcción e inauguración del Estadio de Liga Deportiva Universitaria y del Estadio de Sociedad Deportiva Aucas, Liga Deportiva Universitaria de Quito y Aucas hacían de locales en este escenario deportivo desde hace algunos años. También otros clubes quiteños como el Espoli, la Universidad Tecnológica Equinoccial, el América de Quito, el España, el Politécnico, el Nueve de Octubre de Guayaquil (provisional), el Independiente del Valle (provisional), el Independiente Juniors (provisional), el Atahualpa, el Shyris, el Puebla Junior de Chimbacalle, el San Lorenzo de La Vicentina, el 10 de Agosto, el Chacarita de Chimbacalle y el Atlanta de Chimbacalle, hacían y/o hacen de locales en este estadio.
Hablando de competencias polideportivas, este estadio acogió los V Juegos Bolivarianos Quito y Guayaquil 1965, y a nivel nacional, fue sede de los III Juegos Deportivos Nacionales Quito 1974. También fue y sigue siendo sede de distintos eventos deportivos a nivel provincial y local.

### Copa Ecuador 2022
El estadio fue la sede de la final única de la Copa Ecuador 2022, que se jugó el 12 de octubre de 2022 entre Independiente del Valle y 9 de Octubre Fútbol Club, partido que terminó 3-1 a favor de el "Negriazul".

## Eventos sociales

### Eventos musicales
| Artista(s)              | Fecha                    | Asistencia |
| ----------------------- | ------------------------ | ---------- |
| Juan Luis Guerra        | 9 de junio de 1992       | 42.000     |
| Contravía Bon Jovi      | 31 de octubre de 1995    | 37.000     |
| Luis Miguel             | 22 de noviembre de 1996  | 20.000     |
| Carlos Vives            | 10 de octubre de 2002    | 24.000     |
| Shakira                 | 28 de febrero de 2003    | 24.000     |
| Luis Miguel             | 28 de octubre de 2004    | 24.000     |
| Carlos Vives            | 28 de octubre de 2005    | 24.000     |
| Juanes                  | 25 de noviembre de 2005  | 24.000     |
| Ricardo Arjona          | 22 de junio de 2007      | 24.000     |
| Alejandro Sanz          | 10 de noviembre de 2007  | 16.000     |
| Maná                    | 17 de abril de 2008      | 24.000     |
| Ricardo Arjona          | 24 de julio de 2009      | 24.000     |
| Guns N' Roses           | 1 de abril de 2010       | 36.000     |
| Aventura                | 6 de mayo de 2010        | 35.000     |
| Marc Anthony            | 29 de julio de 2010      | 20.000     |
| Jonas Brothers          | 1 de noviembre de 2010   | 35.000     |
| Miley Cyrus             | 29 de abril de 2011      | 18.000     |
| Aerosmith               | 5 de noviembre de 2011   | 25.000     |
| Maná                    | 24 de febrero de 2012    | 35.000     |
| Manu Chao Calle 13      | 20 de marzo de 2012      | 25.000     |
| Ricardo Arjona          | 22 de junio de 2012      | 27.000     |
| Justin Bieber           | 31 de octubre de 2013    | 20.000     |
| Violetta                | 15 de mayo de 2015       | 20.000     |
| Soy Luna                | 11 de mayo de 2017       | 20.000     |
| "Rock & shout" festival | 15 de septiembre de 2017 | ?          |
| Bruno Mars              | 2 de diciembre de 2017   | 35.000     |
| Bad Bunny               | 16 de noviembre de 2022  | -          |
| Shakira                 | 8 de noviembre de 2025   |            |

### Actividades cívicas y políticas
El Estadio Olímpico Atahualpa funciona como centro de votación para las elecciones municipales, legislativas, parlamentarias, generales, presidenciales, referendums y consultas populares del Ecuador. Es el mayor centro de votación del país con 185 mesas y casi 60.000 votantes
También ha sido punto de congregación de importantes actos políticos, como el que se celebró el 24 de mayo de 1981, luego de 1 año y medio y 21 meses de la asunción del mando del presidente Jaime Roldós Aguilera, además de otros eventos de diversas campañas políticas, Festival y Pregón Cívico del Sesquicentenario de la Batalla del Pichincha realizado en el Estadio Olímpico Atahualpa el 24 de mayo de 1972, Festival y Pregón Cívico del Aniversario de la Batalla del Pichincha realizado en el mismo estadio cada 24 de mayo de cada año, Ceremonia del 24 de mayo de 1981 y Homenaje a los Héroes de Paquisha, Machinaza y Mayayacu realizado en el mismo estadio el 24 de mayo de 1981, Ceremonia del 24 de mayo de 1995 y Homenaje a los Héroes del Cenepa con condecoraciones y ascensos se rindió homenaje a los héroes muertos, héroes caídos en la Cordillera del Cóndor, a los soldados que dieron y ofendieron sus vidas en defensa de la patria y reconoce el sacrificio de más de 70 soldados heridos en combate y a los que galvanizaron su honor en el Alto Cenepa y combatientes del pasado conflicto bélico ocurrido en el conflicto armado con el Perú en el Alto Cenepa de la Guerra del Cenepa (Frontera Ecuador-Perú, Enero-Abril de 1995) y la victoria militar ecuatoriana costó muchas vidas de varias familias con madres desconsoladas de jóvenes padres primerizos, esposas abandonadas e hijos huérfanos, el saldo de la incomprensible guerra realizado en el mismo estadio el 24 de mayo de 1995, Festival y Pregón Cívico del Aniversario de la Batalla de Pichincha realizado en el mismo estadio cada 24 de mayo de cada año, Festival y Pregón Cívico del Aniversario del Primer Grito de Independencia realizado en el mismo estadio cada 10 de agosto de cada año, Festival de las Fiestas de Quito realizado en el mismo estadio cada finales de noviembre e inicios de diciembre de cada año y Festival Sudamericano de Cadetes realizado en el mismo estadio cada año y todos los años en el mes de julio de cada año.
- Wikisource contiene obras originales de o sobre Estadio olímpico Atahualpa.

### Eventos religiosos
El Olímpico Atahualpa también ha sido escenario de diversos eventos religiosos, como el encuentro con los jóvenes que ofició el Papa Juan Pablo II el 30 de enero de 1985. Esa mañana, el Sumo Pontífice se refirió al estadio como "Lugar de competiciones, pero también del dolor y sufrimiento", refiriéndose a las violaciones a los derechos humanos ocurridos en esos tiempos en el mundo. En la misa que ofició en ese lugar, el Papa señalando con la mano una imagen de Jesucristo ubicada en el marcador del estadio dijo:

"Os saludo afectuosamente y agradezco la calurosa acogida que brindáis a quien viene a vosotros como amigo y como Sucesor de San Pedro. El entusiasmo y el intenso vibrar de vuestras voces juveniles despiertan en mí espíritu sentimientos de esperanza. Con vosotros la Iglesia, el Ecuador y el mundo sienten renovar sus energías".
Juan Pablo II en el Estadio Olímpico Atahualpa

## Acceso
El Estadio Olímpico Atahualpa se ubica en la avenida 6 de diciembre y Naciones Unidas, en el sector conocido como "El Batán", al norte de la ciudad de Quito. Frente al estadio se encuentra la parada del Ecovía "Naciones Unidas". El Ecovía forma parte del sistema de corredores exclusivos de transporte público, conocido como Metrobus-Q, que a su vez es parte del Sistema Integrado de Transporte Metropolitano, más conocido por sus siglas SITM-Q. Por la zona también pasan múltiples líneas de bus, que llegan al centro e inclusive al sur de la urbe.